# Pterotopeza albicincta
Pterotopeza albicincta là một loài ruồi trong họ Tachinidae.